# Campeonato Estadual do Rio de Janeiro Masculino de Basquete de 2011
O Campeonato Estadual do Rio de Janeiro Masculino de Basquete de 2011 foi um torneio disputado entre setembro e novembro de 2011, por quatro equipes: Flamengo, Tijuca, Macaé Sports e Iguaçu.
O campeonato foi boicotado por alguns dos considerados grandes clubes, que apenas jogaram o Campeonato Carioca. Em um dos jogos, o Flamengo derrotou o Iguaçu por 120 x 14.
Na final, o Flamengo derrotou o Tijuca por  93 a 75.